# Abraham Mierzewski
Abraham z Popowa Mierzewski  herbu Ostoja (zm. po 1606 r.) – dziedzic części w Mirzewie, proboszcz w Goniembicach i Śmiglu, dziekan szamotulski.

## Życiorys

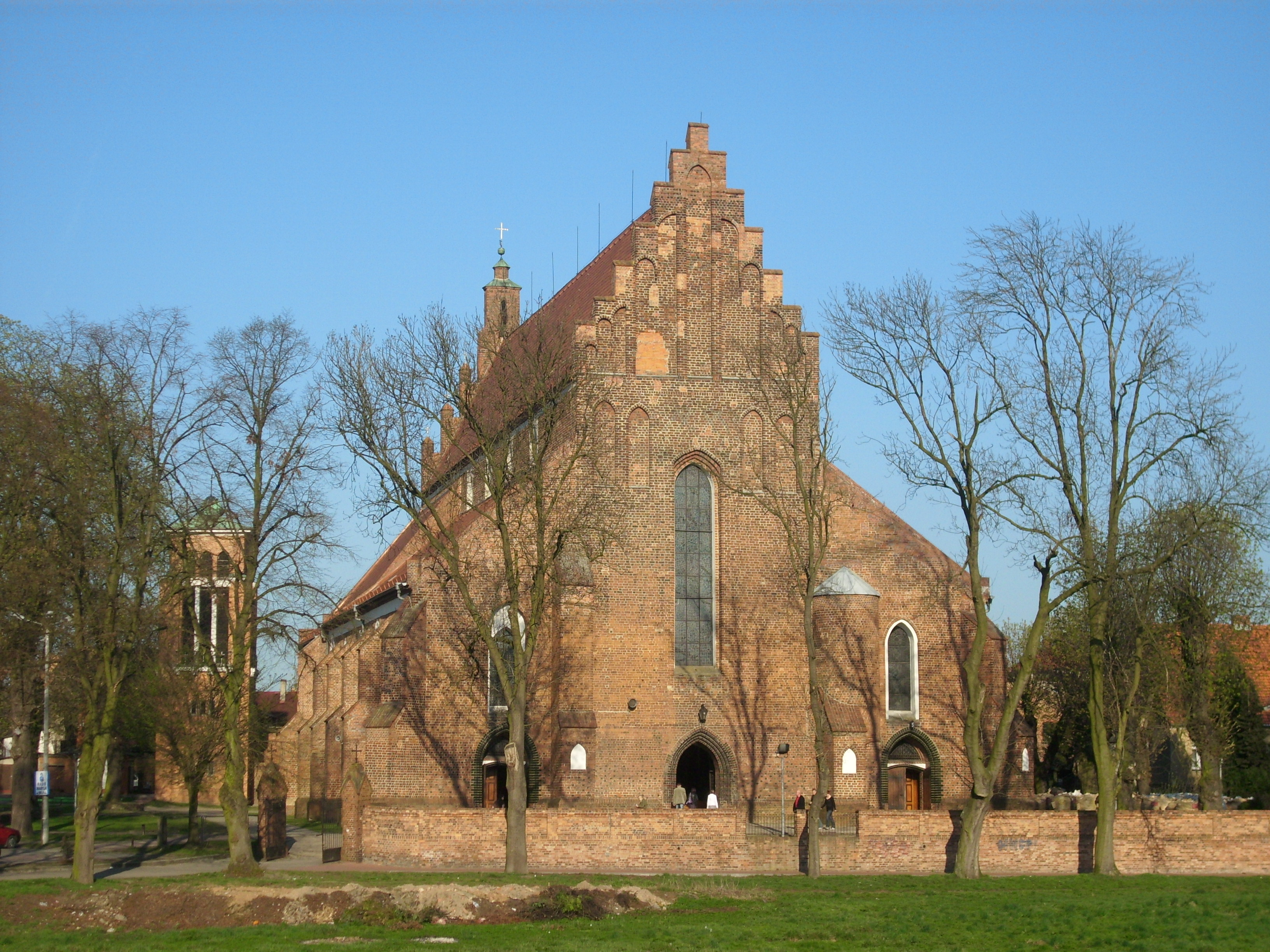
Bazylika w Szamotułach

Abraham z Popowa Mierzewski był synem Stanisława, dziedzica części dóbr Mirzewo (obecnie Mierzejewo) i Anny z Chełkowskich. Jego przodkowie po mieczu pochodzili z Popowa w dawnym pow. kościańskim. Był wnukiem Łukasza Popowskiego. Miał liczne rodzeństwo: Helenę, Annę, Urszulę i Eustachego. Był proboszczem w Goniembicach i Śmiglu oraz dziekanem kolegiaty szamotulskiej. W latach 70. XVI wieku był związany z dworem Małgorzaty z Radzewskich Dembowskiej, miecznikowej łęczyckiej. Swoją część w Mirzewie przekazał w 1587 roku bratu Eustachemu. Żył jeszcze w roku 1606, kiedy jego brat Eustachy tę część w Mirzewie oddał synowi Stanisławowi. Jego bratankiem był ks. Andrzej Mierzewski, kanonik katedry poznańskiej.